# Srečko Krope
Srečko (Felix) Krope, slovenski policist in veteran vojne za Slovenijo, * 1962.
Krope je od leta 2004 poveljnik Specialne enote MNZ (bil je tudi med 1997-1999), predhodno pa je bil direktor Policijske uprave Slovenj Gradec. 12. januarja 2008 je bil izvoljen za predsednika Lovske zveze Slovenije. Leta 2020 in 2021 je kandidiral za predsednika stranke DeSUS.